# BAFTA de melhor filme de animação
A seguir a lista de vencedores e indicados do BAFTA de Melhor Filme de Animação.
Notas
- "†" - Indica o vencedor do Oscar de Melhor Filme de Animação.
- "‡" - Indica um indicado ao Oscar de Melhor Filme de Animação.

## Vencedores e indicados
| Ano                                          | Filme                                             | Realizadores                                                                      | Produtores                               | País |
| -------------------------------------------- | ------------------------------------------------- | --------------------------------------------------------------------------------- | ---------------------------------------- | ---- |
| 2006                                         |                                                   |                                                                                   |                                          |      |
| Happy Feet †                                 | George Miller                                     |                                                                                   |                                          |      |
| Cars ‡                                       | John Lasseter                                     |                                                                                   |                                          |      |
| Flushed Away                                 | David Bowers Sam Fell                             |                                                                                   |                                          |      |
| 2007                                         |                                                   |                                                                                   |                                          |      |
| Ratatouille †                                | Brad Bird                                         |                                                                                   |                                          |      |
| Shrek the Third                              | Chris Miller                                      |                                                                                   |                                          |      |
| The Simpsons Movie                           | David Silverman                                   |                                                                                   |                                          |      |
| 2008                                         |                                                   |                                                                                   |                                          |      |
| WALL-E †                                     | Andrew Stanton                                    |                                                                                   |                                          |      |
| Persepolis ‡                                 | Vincent Paronnaud Marjane Satrapi                 |                                                                                   |                                          |      |
| Waltz with Bashir Vals im Bashir             | Ari Folman                                        |                                                                                   |                                          |      |
| 2009                                         |                                                   |                                                                                   |                                          |      |
| Up †                                         | Pete Docter                                       |                                                                                   |                                          |      |
| Coraline ‡                                   | Henry Selick                                      |                                                                                   |                                          |      |
| Fantastic Mr. Fox ‡                          | Wes Anderson                                      |                                                                                   |                                          |      |
| 2010                                         |                                                   |                                                                                   |                                          |      |
| Toy Story 3 †                                | Lee Unkrich                                       |                                                                                   |                                          |      |
| Despicable Me                                | Pierre Coffin Chris Renaud                        |                                                                                   |                                          |      |
| How to Train Your Dragon ‡                   | Dean DeBlois Chris Sanders                        |                                                                                   |                                          |      |
| 2011                                         |                                                   |                                                                                   |                                          |      |
| Rango †                                      | Gore Verbinski                                    |                                                                                   |                                          |      |
| The Adventures of Tintin                     | Steven Spielberg                                  |                                                                                   |                                          |      |
| Arthur Christmas                             | Sarah Smith                                       |                                                                                   |                                          |      |
| 2012                                         |                                                   |                                                                                   |                                          |      |
| Brave †                                      | Mark Andrews Brenda Chapman                       |                                                                                   |                                          |      |
| Frankenweenie ‡                              | Tim Burton                                        |                                                                                   |                                          |      |
| ParaNorman ‡                                 | Chris Butler Sam Fell                             |                                                                                   |                                          |      |
| 2013                                         |                                                   |                                                                                   |                                          |      |
| Frozen †                                     | Chris Buck Peter Del Vecho Jennifer Lee           |                                                                                   |                                          |      |
| Despicable Me 2 ‡                            | Pierre Coffin Chris Meledandri Chris Renaud       |                                                                                   |                                          |      |
| Monsters University                          | Dan Scanlon                                       |                                                                                   |                                          |      |
| 2014                                         |                                                   |                                                                                   |                                          |      |
| The Lego Movie                               | Phil Lord e Chris Miller                          | Dan Lin Roy Lee                                                                   |                                          |      |
| Big Hero 6 †                                 | Don Hall Chris Williams                           | Roy Conli                                                                         |                                          |      |
| The Boxtrolls ‡                              | Anthony Stacchi Graham Annable                    | Travis Knight David Ichioka                                                       |                                          |      |
| 2015                                         |                                                   |                                                                                   |                                          |      |
| Inside Out †                                 | Pete Docter                                       | Jonas Rivera                                                                      |                                          |      |
| Minions                                      | Pierre Coffin Kyle Balda                          | Chris Meledandri Janet Healy                                                      |                                          |      |
| Shaun the Sheep Movie ‡                      | Richard Starzak Mark Burton                       |                                                                                   |                                          |      |
| 2016                                         |                                                   |                                                                                   |                                          |      |
| Kubo and the Two Strings ‡                   | Travis Knight                                     | Travis Knight, Arianne Sutner                                                     | Estados Unidos                           |      |
| Finding Dory                                 | Andrew Stanton                                    | Lindsey Collins                                                                   | Estados Unidos                           |      |
| Moana ‡                                      | Ron Clements, John Musker                         | Osnat Shurer                                                                      | Estados Unidos                           |      |
| Zootopia †                                   | Byron Howard, Rich Moore                          | Clark Spencer                                                                     | Estados Unidos                           |      |
| 2017                                         |                                                   |                                                                                   |                                          |      |
| Coco †                                       | Lee Unkrich                                       | Darla K. Anderson                                                                 | Estados Unidos                           |      |
| Loving Vincent ‡                             | Dorota Kobiela Hugh Welchman                      | Hugh Welchman, Ivan Mactaggart, Sean Bobbitt                                      | Polónia, Reino Unido                     |      |
| My Life as a Courgette (Ma vie de Courgette) | Claude Barras                                     | Armelle Glorennec, Éric Jacquot, Marc Bonny                                       | Suíça, França                            |      |
| 2018                                         |                                                   |                                                                                   |                                          |      |
| Spider-Man: Into the Spider-Verse †          | Bob Persichetti, Peter Ramsey, Rodney Rothman     | Phil Lord                                                                         | Estados Unidos                           |      |
| Incredibles 2 ‡                              | Brad Bird                                         | John Walker                                                                       | Estados Unidos                           |      |
| Isle of Dogs ‡                               | Wes Anderson                                      | Jeremy Dawson                                                                     | Estados Unidos, Alemanha                 |      |
| 2019                                         |                                                   |                                                                                   |                                          |      |
| Klaus ‡                                      | Sergio Pablos                                     | Jinko Gotoh                                                                       | Espanha                                  |      |
| Frozen 2                                     | Chris Buck, Jennifer Lee                          | Peter Del Vecho                                                                   | Estados Unidos                           |      |
| A Shaun the Sheep Movie: Farmageddon ‡       | Will Becher, Richard Phelan                       | Paul Kewley                                                                       | Reino Unido                              |      |
| Toy Story 4 †                                | Josh Cooley                                       | Mark Nielsen                                                                      | Estados Unidos                           |      |
| 2020                                         |                                                   |                                                                                   |                                          |      |
| Soul †                                       | Pete Docter, Kemp Powers                          | Dana Murray                                                                       | Estados Unidos                           |      |
| Onward ‡                                     | Dan Scanlon                                       | Kori Rae                                                                          | Estados Unidos                           |      |
| Wolfwalkers ‡                                | Tomm Moore, Ross Stewart                          | Paul Young, Nora Twomey, Tomm Moore, Stéphan Roelants                             | Reino Unido, Irlanda, Luxemburgo, França |      |
| 2021                                         |                                                   |                                                                                   |                                          |      |
| Encanto †                                    | Jared Bush, Byron Howard                          | Yvett Merino, Clark Spencer                                                       | Estados Unidos                           |      |
| Flee ‡                                       | Jonas Poher Rasmussen                             | Monica Hellström, Signe Byrge Sørensen                                            | Dinamarca, Estados Unidos                |      |
| Luca ‡                                       | Enrico Casarosa                                   | Andrea Warren                                                                     | Estados Unidos                           |      |
| The Mitchells vs. the Machines ‡             | Mike Rianda                                       | Phil Lord e Christopher Miller, Kurt Albrecht                                     | Estados Unidos                           |      |
| 2022                                         |                                                   |                                                                                   |                                          |      |
| Guillermo del Toro's Pinocchio †             | Guillermo del Toro Mark Gustafson                 | Guillermo del Toro, Mark Gustafson, Gary Ungar e Alex Bulkley                     | Estados Unidos                           |      |
| Marcel the Shell with Shoes On ‡             | Dean Fleischer Camp                               | Dean Fleischer Camp, Andrew Goldman, Elisabeth Holm, Caroline Kaplan e Paul Mezey | Estados Unidos                           |      |
| Puss in Boots: The Last Wish ‡               | Joel Crawford e Januel Mercado                    | Joel Crawford e Mark Swift                                                        | Estados Unidos                           |      |
| Turning Red ‡                                | Domee Shi                                         | Domee Shi e e Lindsey Collins                                                     |                                          |      |
| 2023                                         |                                                   |                                                                                   |                                          |      |
| Kimitachi wa Dō Ikiru ka †                   | Hayao Miyazaki                                    | Toshio Suzuki                                                                     | Japão                                    |      |
| Chicken Run: Dawn of the Nugget              | Sam Fell                                          | Steve Pegram, Leyla Hobart                                                        | Reino Unido                              |      |
| Elemental ‡                                  | Peter Sohn                                        | Denise Ream                                                                       | Estados Unidos                           |      |
| Spider-Man: Across the Spider-Verse ‡        | Joaquim Dos Santos Kemp Powers Justin K. Thompson | Phil Lord e Christopher Miller, Amy Pascal, Avi Arad, Christina Steinberg         | Estados Unidos                           |      |
| 2024                                         |                                                   |                                                                                   |                                          |      |
| Wallace & Gromit: Vengeance Most Fowl ‡      | Nick Park e Merlin Crossingham                    | Richard Beek                                                                      | Reino Unido                              |      |
| Straume †                                    | Gints Zilbalodis                                  | Matīss Kaža                                                                       | Letónia                                  |      |
| Inside Out 2 ‡                               | Kelsey Mann                                       | Mark Nielsen                                                                      | Estados Unidos                           |      |
| The Wild Robot ‡                             | Chris Sanders                                     | Jeff Hermann                                                                      | Estados Unidos                           |      |